# Dimorphanthera tridens
Dimorphanthera tridens är en ljungväxtart som beskrevs av J. J.Smith. Dimorphanthera tridens ingår i släktet Dimorphanthera och familjen ljungväxter. Inga underarter finns listade i Catalogue of Life.